# 赫利 (新墨西哥州)
赫利（英語：Hurley）是一個位於美國新墨西哥州格蘭特縣的城鎮。

## 人口
根據2020年美國人口普查的數據，赫利的面積為2.65平方千米，當中陸地面積為2.64平方千米，而水域面積為0.01平方千米。當地共有人口1256人，而人口密度為每平方千米474人。